# Гужова, Нина Михайловна
Гужова Нина Михайловна (21 декабря 1931, Нагавицино, Нижегородская область — 24 августа 2017, Посёлок имени Тимирязева, Нижегородская область) — доярка животноводческого комплекса колхоза имени И. А. Емельянова Городецкого района Горьковской области, Герой Социалистического Труда (06.09.1973).
Родилась в деревне Нагавицино Городецкого района Нижегородской области. Образование — 4 класса.
С 1944 года работала в колхозе имени К. А. Тимирязева: в льноводческой бригаде, подсобница на птичнике и крольчатнике, телятница на Лисинской ферме, потом доярка.
В 1950-е гг. колхоз имени К. А. Тимирязева был укрупнён и с 1963 г. носил имя И. А. Емельянова.
После замужества жила в д. Терентьево.
Вышла в передовые после внедрения машинного доения (с середины 1960-х гг.).
В 1971 году получила 5035 килограммов молока от фуражной коровы (наивысший результат по надоям в районе) и была награждена орденом Трудового Красного Знамени.
Указом Президиума Верховного Совета СССР от 6 сентября 1973 года присвоено звание Героя Социалистического Труда — за большие успехи, достигнутые во Всесоюзном социалистическом соревновании, и проявленную трудовую доблесть в выполнении принятых обязательств по увеличению производства и заготовок продуктов животноводства в зимний период 1972—1973 годов.
Наивысший результат за всё время работы — 5800 килограммов молока от коровы.
Награждена золотой и тремя серебряными медалями ВДНХ.
Избиралась депутатом Верховного Совета СССР 10-го созыва (1979—1984).
С 1986 года — на пенсии. Проживала в посёлке Тимирязева Городецкого района. Скончалась 24 августа 2017 года похоронена на деревенском кладбище Терентьево.